# ویلهلم زوس
ویلهلم زوس (به آلمانی: Wilhelm Süss)(زاده ۷ مارس ۱۸۹۵ - درگذشته ۲۱ می ۱۹۵۸) ریاضیدان اهل آلمان بود. او بنیانگذار و سال‌ها رئیس مؤسسه پژوهشی ریاضی ابرولفاخ بوده‌است.

## زندگی و کارنامه

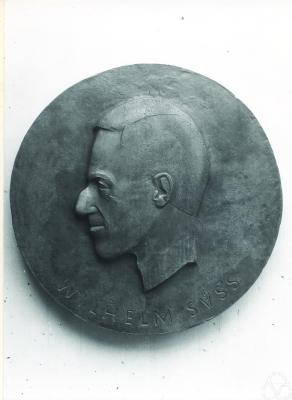
پلاک ویلهلم سوس در اوبرولفاخ

او در فرانکفورت به مدرسه رفت. در سال ۱۹۱۵ به جنگ جهانی یکم احضار شد و تنها پس از پایان جنگ توانست تحصیلاتش را ادامه دهد. او در سال ۱۹۲۰ و در فرانکفورت با سرپرستی لودویگ بیبرباخ با رساله‌ای دربارهٔ نظریه حجم چندوجهی‌ها در فضاهای با بُعد دلخواه که ادامه کارهای هیلبرت دربارهٔ بنیان‌های هندسه بود درجه دکتری را دریافت کرد. وی به همراه استادش بیبرباخ و به عنوان دستیار او به دانشگاه برلین رفت. در ۱۹۲۲ در دانشگاه کاگوشیما به تدریس سرگرم شد و همزمان مقاله‌های پژوهشی در زمینه هندسه چاپ می‌کرد. زوس در سال ۱۹۲۸ در دانشگاه گرایفسوالد درجه شایستگی را به دست آورد و سپس به عنوان استاد به دانشگاه فرایبورگ رفت و در آنجا از سال ۱۹۳۸ تا ۱۹۴۰ رئیس دانشکده علوم پایه و از ۱۹۴۰ تا ۱۹۴۵ رئیس دانشگاه بود. پس از به قدرت رسیدن حزب نازی در سال ۱۹۳۳ زوس به عضویت اس آ درآمد و در سال ۱۹۳۷ عضو حزب نازی شد. زوس اگرچه یک نازی دوآتشه نبود، با این همه سیاستهای این حزب همچون برکناری استادان یهودی از محیط علمی را دنبال می‌کرد. وی از سال ۱۹۳۸ تا ۱۹۴۵ رئیس انجمن ریاضی آلمان بود. در سال ۱۹۴۴ وی دست به کار بنیانگذاری مؤسسه ریاضی ای برای رایش در جنگل سیاه شد. پس از جنگ جهانی دوم او نخست از کار برکنار شد ولی در دسامبر ۱۹۴۵ کرسی اش را دوباره به دست آورد و همچنین داراییهای او به دست ارتش فرانسه بلوکه شد. زوس توانست مرکز پژوهشی ابرولفاخ را تا پایان عمر نگه دارد و به مرکزی برای دیدار ریاضیدانان آلمانی و خارجی بدل کند.